# Patrycja Szczepanowska
Patrycja Szczepanowska (ur. 19 września 1979 w Białymstoku) – polska aktorka, producentka teatralna i filmowa, dramaturg i reżyserka.

## Życiorys
W 2002 roku ukończyła studia na wydziale aktorskim Akademii Teatralnej w Warszawie.
Współpracowała z licznymi scenami w Polsce, min. z warszawskimi Teatrem Polonia oraz Teatrem na Woli. Obecnie można ja oglądać w Och-Teatrze w Warszawie (od 2010 roku) oraz w produkcjach Teatru Old Timers Garage w Katowicach (od 2014 roku).
Szerokiej publiczności znana z głównych ról w serialach Lokatorzy, U fryzjera czy Plebania. 
W 2013 roku pracowała również jako dziennikarka serwisu informacyjnego TVP „Obiektyw".
28 października 2018 roku zadebiutowała jako dramaturg, reżyserka i producentka przy spektaklu Sklep z facetami Teatru OTG w Katowicach.
W 2019 roku piastowała stanowisko II Kierownika Produkcji przy dokumentalno-animowanym pełnometrażowym filmie Obrońcy Poczty w reż. Damiana Lu Wenty.
W 2020 roku  została nominowana przez gazetę „Times Polska” do tytułu Osobowość Roku 2019 w kategorii KULTURA „za stworzenie scenariusza oraz wyreżyserowanie sztuki Sklep z facetami”.
W 2020 roku  laureatka konkursu dla scenarzystów TVN DISCOVERY TALENTS edycji specjalnej „w czterech ścianach” za stworzony wraz z Damianem Lu Wentą mini-serial „Kwarantanna Love”.

## Filmografia
- 1999: Jak narkotyk jako studentka Monika Małkowska
- 2002: Superprodukcja jako stewardesa
- 2002: Kasia i Tomek jako Magda, współpracownica Tomka (odc. 27) (tylko głos)
- 2002: Graczykowie, czyli Buła i spóła jako kobieta (odc. 43)
- 2003: Złotopolscy jako Ewelina Złotopolska, żona Kacpra (odc. 577)
- 2003: M jak miłość jako klientka wypożyczalni Zduńskich (odc. 118)
- 2003: M jak miłość jako Kaśka, koleżanka Kingi (odc. 131)
- 2003–2005: Sprawa na dziś jako Marzena, dziewczyna Andrzeja
- 2003: Na Wspólnej jako Gosia Leszczyńska, córka Tadeusza (odc. 147)
- 2004: Rodzinka jako policjantka Milena (odc. 16)
- 2004: Czego się boją faceci, czyli seks w mniejszym mieście jako Marzena, córka Doris (II seria/odc. 11)
- 2004–2005: Lokatorzy jako Pola Gabryś
- 2005–2011: Plebania jako policjantka Joanna Skiba
- 2006: U fryzjera jako Kicia
- 2008: Ojciec Mateusz jako Mariola Filipiak, żona Władysława (odc. 9)
- 2012: Barwy szczęścia jako Brygida Brzozowska, narzeczona Kazika (odc. 820 i 822)
- 2013: Ranczo jako dziewczyna w celi (odc. 89)
- 2016: Ojciec Mateusz jako pracownica fabryki (odc. 189)
- 2017: Dzik jako Hanna Rudniecka
- 2017: Dziewczyny ze Lwowa jako recepcjonistka (odc. 18)
- 2018: Ślad jako Marta Kucharska, żona Grzegorza i synowa Eugeniusza (odc. 23)
- 2021: Barwy szczęścia jako Magdalena Woźniak (odc. 2456, 2461 i 2471)